# Fall River County
Fall River County är ett administrativt område i delstaten South Dakota, USA. År 2010 hade county med 7 094 invånare. Administrativ huvudort (County Seat) är Hot Springs.

## Geografi
Enligt United States Census Bureau så har countyt en total area på 4 530 km². 4 506 km² av den arean är land och 24 km² är vatten. 

### Angränsande countyn
- Custer County, South Dakota - nord
- Shannon County, South Dakota - öst
- Dawes County, Nebraska - sydost
- Sioux County, Nebraska - syd
- Niobrara County, Wyoming - väst